# 厚南村
厚南村（こうなんそん）は、かつて山口県厚狭郡の南部に存在した村。
1941年（昭和16年）10月20日に宇部市との編入合併で消滅した。現在は宇部市の一地域となっている。旧厚南村の区域は「厚南区」と呼ばれており、際波(現：厚南中央3丁目）に厚南市民センター（市役所支所）が、厚南、西宇部、黒石、原の各小学校区にふれあいセンター（市出張所）が置かれている。

## 地理
- 村の東側を厚東川が流れる。
- 田園地帯が広がる。

## 歴史
- 1889年（明治22年）4月1日 - 町村制の施行により、沖ノ旦村・際波村・中野開作村・妻崎開作村・東須恵村の区域をもって発足。
- 1941年（昭和16年）10月20日 - 宇部市に編入。同日厚南村廃止。

## 出身人物
- 縄田尚門（陸上競技選手・指導者） - 宇部市では「縄田杯ロードレース」を創設し、2024年（令和6年）に第57回大会を開催。